# Салангана сейшельська
Саланга́на сейшельська (Aerodramus elaphrus) — вид серпокрильцеподібних птахів родини серпокрильцевих (Apodidae). Ендемік Сейшельських Островів. Сейшельські салангани раніше вважалися конспецифічними з більш дрібними і темними маврикійськими саланганами, однак дослідження показало, що ці два види розділилися приблизно 500 тисяч років тому, а їх загальний предок відділився від решти саланган приблизно мільйон років тому.

## Опис
Сейшельські салангани — це салангани середнього розміру, довдина яких становить 10-12 см, розмах крил 28 см, а вага 10 г. Верхня частина тіла темно-сірувато-коричнева, надхвістя дещо світліше. Нижня частина тіла світло-сірувато-коричнева, нижня сторона хвоста більш темна. Хвіст темний, дещо вирізаний. Стернові пера довгі, вузькі, однак менш загострені, ніж у інших саланган. Дзьоб і лапи чорні.
В польоті птахи видають тихий щебет. Також вони використовують низькі металеві клацаючі звуки для ехолокації в печерах.

## Поширення і екологія
Сейшельські салангани мешкають на островах Мае, Праслен і Ла-Діг в архіпелазі Сейшельських островів. Раніше вони гніздилися також на острові Фелісіте, бродячі птахи спостерігалися на острові Арід. Цих птахів часто можна побачити над прісноводними водоймами або в гірських долинах, однак вони зустрічаються в більшості природних середовищ. Живляться комахами, яких ловлять в польоті, особливо літаючими мурахами, формують невеликі зграйки. Є більш активними після заходу сонця.
Сейшельські салангани розмножуються протягом всього року. Вони гніздяться на стелях печерах, їх гнізда мають дугоподібну форму, робиться з лишайників і казуаринових голок, скріплених за допомогою слини. В кладці одне біле яйце, інкубаційний період триває 25-30 днів. За пташенятами доглядають і самиці, і самці, вони покидають гніздо через 42 дні після вилуплення.

## Збереження
МСОП класифікує цей вид як вразливий через невелику популяцію і обмежену кількість місць длля гніздування. За оцінками дослідників, популяція сейшельських саланган становить від 2500 до 3000 птахів. Ім загрожує використання інсектицидів і хижацтво з боку інтродукованих сипух і кішок.